# Північно-Соленинське газоконденсатне родовище
Північно-Соленинське газоконденсатне родовище — одне з групи родовищ на півночі Красноярського краю Росії, які забезпечують газом Норільський промисловий район.

## Опис
Розташоване на лівобережжі Єнісею у 185 км від Дудінки (з цього порту можлива доставка вантажів по Єнісею та Великій Хеті) та у 265 км на захід від Норильська, на межі Красноярського краю та Тазівського району Тюменської області. Відноситься до Єнисейсько-Хатангської газоносної області Єнисейсько-Анабарської (Хатангсько-Вілюйської) нафтогазоносної провінції. У деяких джерелах вказується приналежність до Єнисейсько-Лаптевської нафтогазоносної провінції.
Родовище виявлене у 1969 році на глибині понад 1400 метрів у відкладеннях крейди. Колектори — пісковики. За типом Північно-Соленинське родовище відноситься до пластово-сводових. Виявлено 7 покладів, товщина продуктивних прошарків від 6 до 25 метрів.
Розробка родовища почалась у 1983 році та здійснюється компанією «Норильськгазпром» з метою забезпечення промислового району Норильська, відомого передусім своїми покладами кольорових металів. Станом на 2015 рік тут через 72 експлуатаційні свердловини видобували біля 1,2 млрд м³, що складає приблизно 40 % видобутку таймирської групи родовищ, до якої входять також Пеляткинське, Мессояхське та Південно-Соленінське. Останнє (а влітку — і Мессояхське) забезпечуються електроенергією, виробленою на електростанції Північно-Соленинського родовища. Видача продукції відбувається через газопровід на Дудінку, при цьому Північно-Соленинське приймає також продукцію з розташованого північніше Пеляткинського.
Станом на 2014 рік початкові видобувні запаси родовища оцінювались у 121 млрд м³ газу, залишкові — у 52 млрд м³.
Запаси конденсату — біля 2 млн.т.